# Mölnlycke
Mölnlycke ( PRONÚNCIA) é uma cidade da província histórica da Västergötland, situada a 10 km a leste de Gotemburgo.  Tem cerca de 15 600 habitantes  e é a sede da comuna de Härryda, no condado de Västra Götaland, situado no sul da Suécia.
Mölnlycke faz parte da área metropolitana de Gotemburgo, e é atravessada pelo Rio de Molndal. Fica perto da estrada R40 e da linha férrea Linha de Costa a Costa.